# 쿠마르 팔라나

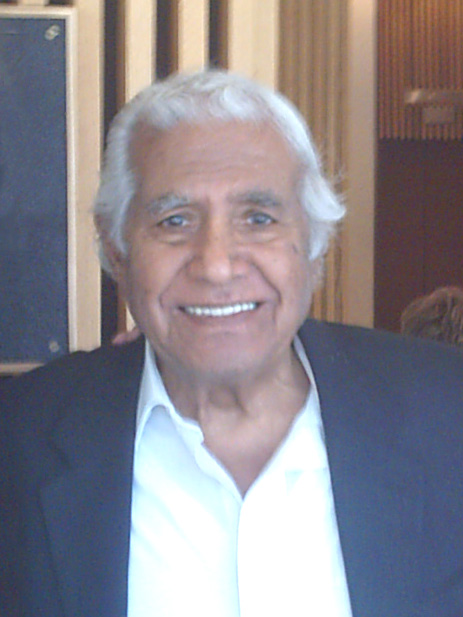

쿠마르 팔라나(Kumar Pallana, 1918년 12월 23일 ~ 2013년 10월 10일)는 인도의 배우이다.
인도르에서 태어났으며 오클랜드에서 사망하였다.

## 영화
- 스키니 딥 (2014년)
- 스냅 샷 (2013년)
- 헤비 핸즈 (2012년)
- 투데이스 스페셜 (2009년)
- 다즐링 주식회사 (2007년)
- 레볼로우션 (2006년)
- 텐 아이템 오어 레스 (2006년)
- 로맨스와 담배 (2005년) - 다 다 쿠마 역
- 터미널 (2004년) - 굽타 라잔 역
- 듀플렉스 (2003년)
- 밤 더 시스템 (2002년)
- 로얄 테넌바움 (2001년) - 파고다 역
- 바틀 로켓 (1996년)